# ナチス左派
ナチス左派とは、国民社会主義ドイツ労働者党内において、労働者寄りの国民社会主義を主張していたグループ、党内フラクション、運動である。超国家主義や社会主義の影響を受け、また経済的反ユダヤ主義を特徴とし、アドルフ・ヒトラー及びナチ党主流派と対抗していた。グレゴール・シュトラッサーとオットー・シュトラッサーの兄弟が主な領袖であった。
ヒトラーと強く対立していたオットー・シュトラッサーは、1930年に党を追われチェコスロバキアに亡命した。グレゴール・シュトラッサーは、1934年6月30日の長いナイフの夜事件において殺害された。戦後、ナチ左派の流れをくむシュトラッサー主義は、ネオナチズムの鎖の中で活動的な位置を保っている。

## 概要
グレゴール・シュトラッサー、オットー・シュトラッサーのシュトラッサー兄弟は、1923年のミュンヘン一揆でアドルフ・ヒトラーが入獄した後、主に北ドイツでナチ党系の組織を率いた。｢国家社会主義通信｣など独自の機関誌を発行していた彼らの主張は社会主義的側面が強く、ドイツ共産党が提案したドイツ帝国構成諸国旧君主の財産接収法案に、「私益に対する公益の優先」というナチ左派の綱領のもと賛成していた。このためミュンヘンを中心とするナチ党右派、ヘルマン・エッサーやユリウス・シュトライヒャーらと強く対立した。25カ条綱領をはっきりさせ、党主流派の反ユダヤ主義一辺倒に代わって、共和制の主張、反西欧資本主義からする親ソ外交路線などと共に、社会主義を全面に押し出した。また、｢闘争出版社｣などの論壇を設け旧社会主義者や右翼、左翼、あるいは保守革命派といった諸々の活動家と交流していた。
左派の出身者としてはグレゴールの秘書を務めていたゲッベルスとハインリヒ・ヒムラー、人民法廷の裁判官ローラント・フライスラーらが知られている。ヒムラーには離党して養鶏農家を始めようか迷い、シュトラッサーに相談したエピソードがある。またエルンスト・レームらの突撃隊幹部も左派に近く、政権獲得後には「第二革命」を唱えている。
出獄してきたヒトラーは、1926年のバンベルク会議でシュトラッサーらの主張を否定し、党内における指導者原理を確立させた。その後グレゴールやその秘書ヨーゼフ・ゲッベルスを懐柔する一方で、オットーは離党を余儀なくされた。ヒトラーの権威が党内で不動のものとなると、バンベルク会議後の左派の勢力は減退し、1932年にクルト・フォン・シュライヒャー首相がナチ党左派を取り込もうとしたが失敗し、グレゴールが離党を余儀なくされた際にも追随者はほとんど出なかった。
1934年の長いナイフの夜事件により、レーム、グレゴール・シュトラッサーら代表的人物が粛清され、左派は党内での影響力を完全に失うことになる。しかしナチス・ドイツで強い影響を持ったゲッベルスやヒムラーなどの思想にも左派の影響は残っていた。オットーは後に黒色戦線と呼ばれる組織を立ち上げ、左派的な国家社会主義を主張し続けた。

## ナチ右派との対決
グレゴール・シュトラッサーらナチ左派の活動基盤は、中農の保守的なカトリック人口の多いバイエルンを基盤とするミュンヘン・ナチ（ナチ右派）とは違って、大農の支配と闘わなければならないプロテスタント系人口の多い北ドイツや労働者のソーシャリズム感情に訴えてゆかねばならないルール地帯の西ドイツにあった。こうしてこれらの地域におけるナチ党は、グレゴールの統率の下にナチ右派から独走する傾向を見せ、日を追って右派に対する対抗意識を深めていった。
1925年9月10・11日には、ハーゲンでグレゴールを指導者とし、彼の秘書をしていたラインラント出身の若いヨーゼフ・ゲッベルスを書記長とする『北・西ドイツ大管区活動共同体(Arbeitsgemeinschaft der Nord-und Westdeutschen Gaue der NSDAP) (略称 NSAG)』が「腐敗したミュンヘン路線への対極」として結成された。10月1日から「活動共同体」はその機関誌として左翼インテリ雑誌の『世界舞台(Die Weltbühne)』の装丁を真似た『国民社会主義通信（Nationalsozialistische Briefe）を月2回発刊することになり、オットー・シュトラッサーはその宣伝部長と編集長を兼ね、ゲッベルスも月200マルクの報酬でグレゴールの秘書兼その論説委員におさまった。

## 左右ナチの共通基盤
反ユダヤ主義という点では左派も右派も変わりはなかったが、前者は後者が、「創造的産業資本（schaffendes industriekapital）」と「略奪的金融資本（raffendes finanzkapital）」を区別したようなやり方で反資本主義を反ユダヤ主義にすり替えてしまうようなことはせず、一般に人種や宗教に関わりなく生産手段を独占しているブルジョアジーの全体と闘争する姿勢を示していた。しかしナチ左派の「社会主義」は決してマルクス主義でなく、それどころか反マルクス主義を標榜していた。彼ら左派の支持基盤も右派と同じく、大資本に敵意を示すと同時に生活のプロレタリア化を恐れる中小企業主や俸給生活者や年金生活者や中産農民層であり、その反独占主義と反マルクス主義を代弁するものだった。一方で革命的心情をうたいながら、その身分的階層国家の構想やギルドの強調からも明らかなように、過ぎ去った過去の世界へ復帰しようとする保守的なロマン的憧憬を示すものにほかならなかった。その「革命」も、経済革命のことではなく、独占資本に対する道徳的・心情的抗議を示すにとどまった。
ナチ左派は、決してプロレタリア路線をとったわけではない。ナチの左右における違いは、左派がプロレタリア路線をとり右派がプチブル路線をとったのではなく、左派がナチ帰属層の真の要求を代弁しようとしたのに対して、右派が政権獲得のためにナチ帰属層の要求を犠牲にしたところにある。キューンルの指摘するように、両派の違いは、綱領の原則に忠実たろうとする左派の姿勢と、戦術のために原則を無視しようとする右派の姿勢との違いであった。
7年を期限とする大統領共和制の国家形式の主張や、身分制秩序の賛美、中央と連邦の機能の明確化、ヨーロッパ連邦の構想、親ソ外交路線など、細かな点で違いがあり、支える背景の意図が大きく異なっていたとしても、綱領の外形全体としてはシュトラッサー草案と25ヶ条綱領とは大差なかった。ただ前者が実践的により具体性をもたされたに過ぎない。

## 党本部批判の背景
ミュンヘン・ナチに対する彼らの不満は、次のような文脈を背景にしていた。
「シュトライヒャーやエッサーのごとき二人の性的偏執狂は、依然として心から新生ドイツを望んでいた人々にただ不信の目を向けるのみだった。彼らは最悪のデマゴーグだ。クリスティアン・ヴェーバーやホフマンとともに、彼らはドイツがあらゆる理由から恥としなければならぬ指導者の黒幕的取り巻きのなかに数えねばならぬ。」とオットーが批判しているように、彼ら左派の批判は
（1）ヒトラー及び党中枢側近連中の人間的質の低俗さと横暴なその官僚制　
に向けられていた。ナチ左派と党本部との争いは「実践活動家や地方の党指導者連中と、党本部の延臣たちとの争い」である。体制の壁の厚さを痛感したヒトラーはランツベルクから釈放されるや、
（2）これまでの非合法路線から合法戦術路線に転向し、旧諸侯財産没収に反対したばかりでなく、バイエルンでのカトリックの歓心を買うためこれまでの盟友ルーデンドルフの無神論を非難しはじめ、バイエルン首相を通じて、反動勢力と提携する姿勢を明らかにし始めていた。
このヒトラーの行動がシュトラッサーら左派による批判対象になったことはいうまでもなく、彼らは「『活動共同体』と『国民社会主義通信』はヒトラーの承認と共に存在する」と自組織の定款にうたわれているように、真っ向からヒトラーの指導権に挑戦する意図は持たなかったものの、やはりヒトラーは彼らの目には「品行方正な使徒パウルスに変じた革命家ザウルス」と映った。
（3）全てを宣伝に帰するミュンヘン・ナチのアジテーション方式に飽き足らぬ左派は党の理念を求め、ナチの運動にイデオロギー性を持たせようとした。
ナチ左派にとって特に重要なのは（3）であり、綱領を起草しようとするハノーファー会議での試みは、運動をイデオロギー的なものにする試みであった。」ナチの25カ条綱領が1920年2月24日にミュンヘンのホフブロイハウスでの集会の折にヒトラーによって宣言されていたが、この綱領はすっきりせぬ各自勝手な解釈の余地を残す命題を含んでいる上に、ミュンヘン・ナチ幹部たちの行状は綱領でうたわれているものにそぐわない傾向を示していた。これを具体化することに手を染めたオットー・シュトラッサーは、曖昧なままに放置され空文化している綱領をはっきりさせ、ミュンヘン・ナチの反ユダヤ主義宣伝一辺倒に代わって、共和制の主張、職業身分制秩序、ヨーロッパ連邦構想、反西欧資本主義からするメラーばりの親ソ外交路線などと共に、「ソーシャリズム」を前面に大きく押し出した。
彼らが何よりも党主流派に抱いた疑念は、その経済政策実行の真面目さと熱意だった。社会主義者を自認する彼らには、これは黙視できなかった。1927年7月の『国民社会主義者通信』においてグレゴール・シュトラッサーが力説するところによれば、
とのことであった。

## ドイツ革命の十四のテーゼ
オットー・シュトラッサーはバンベルク会議の決定後も、革命意欲を封じ込めることはなく、ドイツ革命のための反ブルジョアジー的姿勢を示し、「ジロンド」のヒトラーに対して自らの「ジャコバン」性を強調した。1929年8月1日、彼は「NS書簡」に新生ドイツのための「ドイツ革命の十四のテーゼ(Die 14 Thesen Deutschen Revolution)」を発表して自分の基本的立場を綱領的に要約した。

## 関連作品
- 戯曲「わが友ヒットラー」（作：三島由紀夫）

粛清直前のシュトラッサーが、同じく危うい立場のレームに共闘を持ちかけるフィクション